# Кочёво
Кочёво (коми-перм. Кӧч, в переводе «заяц») — село в Коми-Пермяцком округе Пермского края, административный центр Кочёвского района и Кочёвского сельского поселения.
Расположено на берегу реки Сеполь в 68 км к северу от Кудымкара. Через село проходит автодорога Кудымкар — Гайны.
Впервые упоминается в 1848 году. В 1877 году в Кочёво открылся Николаевский храм.
Единственная хозяйственная отрасль — деревообрабатывающая.
Значимые люди Кочёвского района:
- Писатель, учёный, эмигрант (1880 — 8.03.1965 Хельсинки) Мошегов Игнатий Николаевич.
- Автор первого букваря для пермяцких детей (на чердынском наречии) — Мошегов Кондратий Михайлович (1881—1937)
- Религиозный деятель русского зарубежья А. М. Присадский (1881—1961,Сиэтл).
- Кинорежиссёр-документалист А. Д. Балуев (1946—2013).

## Население
| 1959 | 1970  | 1979  | 1989  | 2002  | 2010  | 2021  |
| ---- | ----- | ----- | ----- | ----- | ----- | ----- |
| 2381 | ↘2330 | ↗2973 | ↗3334 | ↗3394 | ↗3504 | ↗3747 |